# Arzana

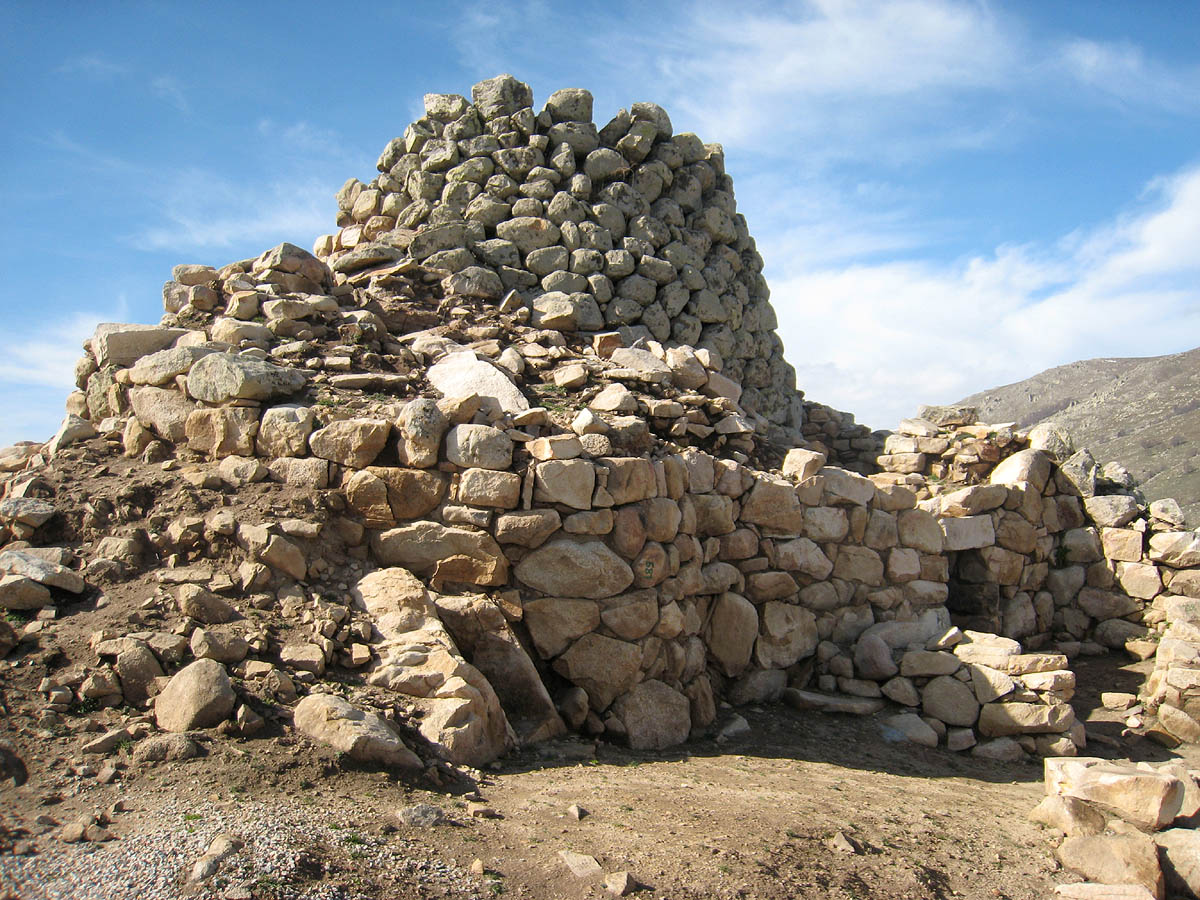
Ruïne

Arzana is een gemeente in de Italiaanse provincie Nuoro (voormalig: Ogliastra) (regio Sardinië) en telt 2.233 inwoners (01-01-2023). De oppervlakte bedraagt 162,5 km², de bevolkingsdichtheid is 16 inwoners per km².
De gemeente Arzana staat bekend als een blauwe zone op Sardinië. Het is een van de 6 gemeenten met deze titel.

## Demografie
Arzana telt ongeveer 995 huishoudens. Het aantal inwoners daalde in de periode 1991-2001 met 7,1% volgens cijfers uit de tienjaarlijkse volkstellingen van ISTAT. sinds 2001 werden er nieuwe tellingen gehouden, het aantal inwoners is in vergelijking met de telling van 2001 tot en met 2023 gedaald. Er is sprake van een afname van het aantal inwoners in Arzana.
| Jaar | Inwoneraantal |
| ---- | ------------- |
| 1991 | 2.940         |
| 2001 | 2.730         |
| 2004 | 2.660         |
| 2018 | 2.430         |
| 2021 | 2.285         |
| 2023 | 2.233         |

## Geografie
Arzana grenst aan de volgende gemeenten: Aritzo, Desulo, Elini, Gairo, Ilbono, Jerzu, Lanusei, Seui, Seulo (SU), Tortolì, Villagrande Strisaili, Villaputzu (SU).
Arzana · Bari Sardo · Baunei · Cardedu · Elini · Gairo · Girasole · Ilbono · Jerzu · Lanusei · Loceri · Lotzorai · Osini · Perdasdefogu · Seui · Talana · Tertenia · Tortolì · Triei · Ulassai · Urzulei · Ussassai · Villagrande Strisaili
1. ↑  https://demo.istat.it/?l=it.
2. ↑  admin, Blue Zone Sardinië, Italië ⋆ Jouis. Jouis (19 augustus 2021). Geraadpleegd op 17 september 2023.